# 函館商工信用組合
函館商工信用組合（はこだてしょうこうしんようくみあい）は、北海道函館市に本店を置く信用組合。
ATMでは、しんくみ お得ねっと提携信用組合のカードによる出金は自組合扱いとなる。なお、当組合のATMは平日のみの稼働である。
店舗は函館市と北斗市のみで、七飯町・松前町・森町および檜山管内江差町には進出していない。

## 沿革
出典: 
- 1956年11月 設立。
- 1961年10月 湯川支店開設。
- 1962年7月 五稜郭支店開設。
- 1971年10月 亀田支店（現：美原支店）開設。
- 1974年11月 十字街支店開設。
- 1976年9月 花園支店開設。
- 1978年10月 富岡支店開設。
- 1979年6月 本店ビル竣工。
- 1985年4月 湯川支店新築開店。
- 1989年3月 五稜郭支店廃店。
- 2016年7月 本店営業部・十字街支店統合。
- 2017年10月 富岡支店新築移転。
- 2018年7月 湯川支店と花園支店統合。

## 店舗
2019年9月1日現在
★：括弧内は店舗コード
函館市
- 本店 (001) /千歳町9-6
- 湯川支店 (002) /湯川町二丁目10-4
- 美原支店 (005) /美原三丁目25-5
- 富岡支店 (008) /富岡町一丁目43-1

北斗市
- 北斗支店(004) /飯生三丁目4-1

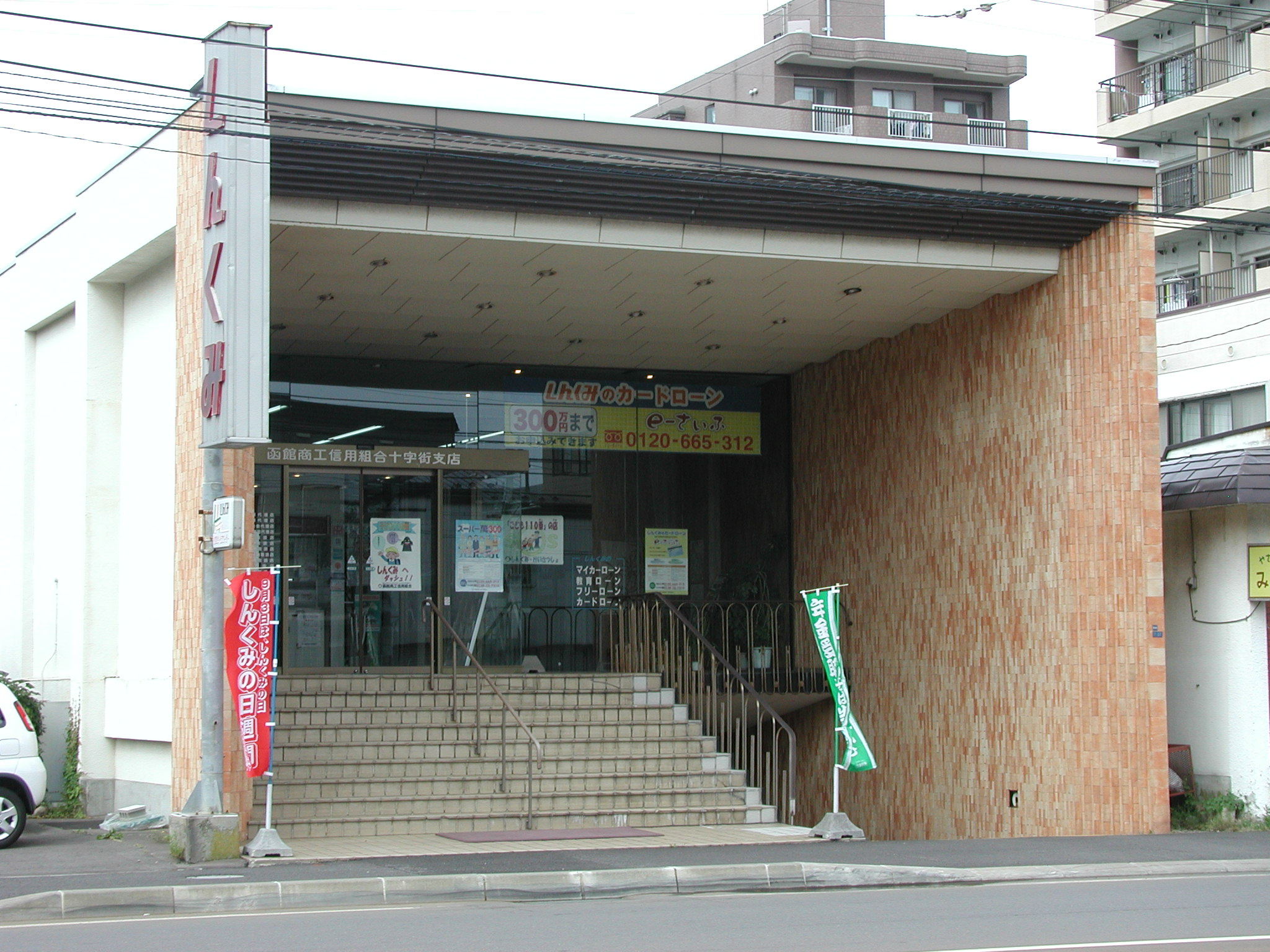
十字街支店（2016年に廃店）

## 商品
- 『運転免許証返納応援定期預金』：2019年8月1日 - 2020年3月31日、65歳以上で運転免許を自主返納した個人に店頭表示金利より0.10％上乗せした定期預金を発売した[5]。